# Spinophetes
Spinophetes is een geslacht van Phasmatodea uit de familie Phasmatidae. De wetenschappelijke naam van dit geslacht is voor het eerst geldig gepubliceerd in 2000 door Zompro & Eusebio.

## Soorten
Het geslacht Spinophetes is monotypisch en omvat slechts de volgende soort:
- Spinophetes spinotergum Zompro & Eusebio, 2000